# Doce fugitiva
Doce fugitiva (en español: Dulce Fugitiva) es una telenovela portuguesa producida y emitida por TVI entre 2006 y 2007, bajo la licencia de RGB Entertainment, protagonizada por Rita Pereira y Rodrigo Menezes con las actuaciones antagónicas de Estrella de Novais, Manuel Cavaco y Maria João Luís, es una adaptación de la telenovela argentina Kachorra.

## Trama
Dulce fugitiva cuanta la historia de María Estrella Santos, una joven de provincia acusada de asesinato injustamente en su pueblo natal, por lo que es encarcelada injustamente y posteriormente trasladada a un reclusorio femenil en Lisboa, pero en el camino la patrulla en la que era trasladada, sufre un accidente en donde se ve involucrado otro coche donde viajaba, la madre Sor María de los Angeles Sampaio, debido al choque todos quedan inconscientes, excepto María Estrella, por lo que decide tomar la identidad de Sor María de los Angeles, quien había sido contratada como niñera e institutriz de los jóvenes de Noronha, una familia de millonarios en Lisboa, por lo que María Estrella, decide encaminarse a ocupar el lugar de institutriz en aquella mansión, al llegar María Estrella, conocerá a la acaudalada familia, encabezada por Leonardo de Noronha, el hijo mayor quien después de la muerte de sus padres tuvo que hacerse cargo de su hogar y sus hermanos, así como de la empresa familiar, de quien María Estrella, quedara enamorada desde el primer instante, y en el despertara algo que lo ara confundirse, al sentirse atraído por una religiosa, María Estrella, tendrá que luchar por el amor de Leonardo con Gloria Pereira, la novia y prometida de este, sin embargo a lo largo de la novela, Gloria comenzara a sentirse atraída por Eduardo el mejor amigo de Leonardo, poniendo en duda sus sentimientos, otra pieza importante en la felicidad de María Estrella y Leonardo, será Natalia, la tía perjuiciosa de Leonardo, que no vera bien la relación de su sobrino con una religiosa o peor aun con una fugitiva, a esto se sumara la llegada repentina de Francisco, el exnovio de María Estrella, quien no está dispuesto a perderla, por otra parte María Estrella, encontrara grandes amigos y aliados en los hermanos menores de Leonardo, a quienes tiene que cuidar e instruir, Mafalda, la típica adolescente rebelde pero de noble corazón y Antonio el más pequeño, el cerebrito de la familia y uno de sus mejores aliados.

## Elenco
- Rita Pereira - Maria Estrella Santos/ Sor María de los Angeles Sampaio/ Matimba
- Rodrigo Menezes - Leonardo de Noronha
- Estrella de Novais - Gloria Pereira
- Manuel Cavaco - Francisco Santos
- Maria João Luís - Natalia de Noronha
- Mariana Monteiro - Mafalda de Noronha
- Bernardo Henriques - Antonio de Noronha
- Jose Eduardo - Eduardo Carriho
- Inês Castel-Branco - Julia Bello
- Luisa Cruz - Hermana Benedicta
- Alexandre de Sousa - Anibal Medina
- Rose Corne - Helena Silva
- Oom Paul - Americo Rodrigues
- Elsa de San Valentin - Victoria "Vicky" Miranda
- Jorge Viera de Silva - Rodrigo Miranda
- Cristina Sand - Silvana Dias
- Philippe Leroux - Pedro Valente
- Paulo Filipe - Sociedad
- Gonçalo Neto - Amadeu Santos
- Manuel Melo - Lent
- Alfonso Vilela - Urban
- Victor Fonseca - Lucas
- Reuben Gomes - Miguel Borges Medina
- Oceana Basilio - Angela Santos
- Helena Costa- Patricia Martins
- Maria João Pinho - Veronica Medeiros
- Tobias Monteiro - Gaspar"
- Sabri Lucas - Daniel
- Tiago Fernandes - Jose Antonio "Ze OT" Barros
- Rita Ruaz - Dulce
- Sofia Arruda - Joan
- Paulo Pinto - Gustavo "Gugu" Pepper Adams
- Margarita Pinto Correira - Elisa

## Banda sonora
CD
- Doce Fugitiva (Cuesta arriba, cuesta abajo)- Rita Pereira
- Feliz eu Canto - Rita Pereira & Vox Laci
- Deixa-me lá ficar - Susana Félix
- O teu futuro - Paula Teixeira
- Assim ao pé de ti - Rita Pereira
- Finges ser - Filipe Gonçalves
- Só de nós os dois - Pedro Camilo
- Hora de sonhar - Luísa Cruz & Vítor Fonseca
- Recheio de Sonhos - Rita Pereira, Vítor Fonseca e Vox Laci
- Dá o teu melhor - Vox Laci
- Nada Muda - Inês Santos
- Escolher Viver - Os Anjos
- Estou Aqui - Rita Pereira & Vox Laci
- A vida é bela - Luiz e a Lata
- Os sonhos não têm fim - Ménito Ramos
- Nunca me esqueci - Bel Viana
- Tem dias - Carlos Bruno
- O Beijo do Sol - Paula Teixeira
- O Gesto que é meu - Pedro Khima
- Conseguir! (Vence sorrir) - Rita Pereira e Vox Laci

Bonus Track
- Há Tanto para aprender - Adelaide Ferreira
- Hoje posso tudo - Bel Viana
- Tentar ver-te o luar - Pedro Miguéis
- Saudade - Luísa Cruz
- Me Myself And I - Maria João Luís
- Namorada - Angélico Vieira

## Curiosidades
- Doce fugitiva es la versión portuguesa de la telenovela argentina Kachorra producida por RGB Entertainment y Telefe en el año 2002, protagonizada por Natalia Oreiro y Pablo Rago.

- Durante su emisión su rival fue "Floribella" del canal SIC, amabas teniendo el mismo índice de audiencia.

- Fue retransmitida por TVI en 2013 a partir del 4 de febrero.